# Брито, Мигель
Миге́ль Бри́то (исп. Miguel Brito, 13 июня 1901 — дата смерти неизвестна, Боливия) — боливийский футболист, полузащитник, участник чемпионата мира 1930 года.

## Карьера

### Клубная
Мигель Брито играл за клуб «Оруро Ройяль».

### В сборной
В составе сборной выезжал на чемпионат мира 1930 года в Уругвай, однако ни в одном матче участия не принимал. Также не выходил на поле и в других матчах сборной.